# Le mille e una notte (serie animata)
Le mille e una notte (Les Mille et Une Nuits), conosciuta anche come Le fiabe delle mille e una notte, è una serie animata francese del 1993, ideata da Marie France-Brière, prodotta da IDDH e France 2 e animata da Studio SEK.
La serie passò completamente inosservata alla sua messa in onda. Era caratterizzata dalla presenza di molte canzoni, e adattava appunto i racconti persiani de Le mille e una notte, quali Abdallah di terra e Abdallah di mare, Aladino e la lampada meravigliosa, Alì Babà e i 40 ladroni e molti altri.

## Trama
La serie riprende i racconti de Le mille e una notte, senza però i segmenti dedicati a Shahrazād, la protagonista dell'originale silloge favolistica.
Nonostante ciò, Princesse Shéhérazade, semi-sequel della serie, riprende il concetto di Les Mille et Une Nuits, ma dando spazio anche alle vicende del personaggio di Shéhérazade, seppur con varie modifiche allo stesso.

## Doppiatori
| Personaggio        | Doppiatore originale | Doppiatore italiano |
| ------------------ | -------------------- | ------------------- |
| Alì Babà           | Roger Carel          | Marco Balzarotti    |
| Visir              | - non disponibile -  | Mario Scarabelli    |
| Amico di Aladino   | - non disponibile -  | Aldo Stella         |
| Mercante di stoffe | - non disponibile -  | Claudio Moneta      |
| Guardia #2         | - non disponibile -  | Gianluca Iacono     |
| Sultano            | - non disponibile -  | Marco Balzarotti    |
| Slimane            | - non disponibile -  | Marco Balzarotti    |
| Sinan Pechette     | - non disponibile -  | Marco Balzarotti    |
| Buttadentro        | - non disponibile -  | Claudio Moneta      |
| Sinbad             | - non disponibile -  | Marco Balzarotti    |
| Hombre             | - non disponibile -  | Pietro Ubaldi       |

## Episodi
La serie è composta da 13 episodi, distribuiti in una singola stagione.
Ogni episodio è basato su un singolo racconto, e quindi su un singolo personaggio principale: le uniche eccezioni sono quelle di Sinbad il marinaio e Hassan Al Bassri, protagonisti di 2 episodi ciascuno.
In Francia sono stati trasmessi in televisione solo 12 episodi sui 13 totali, ma tutti uscirono su VHS. In Italia, tramite distribuzione home video, sono usciti tutti gli episodi.
| Stagione       | Episodi | Prima TV Francia | Prima TV Italia |
| -------------- | ------- | ---------------- | --------------- |
| Prima stagione | 13      | 1993             | 1994            |

- 01. La Lampada di Aladino
- 02. Le Avventure di Sinbad il Marinaio
- 03. Il Principe Kamaralzaman e La Principessa d'Oriente
- 04. Ali Baba e i 40 Ladroni
- 05. Abdallah di Terra e Abdallah di Mare
- 06. Hassan Al Bassri e Il Gigante di Pietra
- 07. Il Regno Incantato
- 08. Sinbad e il Genio del Male
- 09. Il Cavallo Magico
- 10. La Ragazza del Nord
- 11. Alva e i 2 Geni del Male
- 12. La Borsa Magica
- 13. Le Avventure di Sinan Pechette

## Distribuzione

### Edizione originale
La serie fu inizialmente trasmessa su France 2 nel 1993, poi replicata su Canal J all'interno del contenitore Monsieur Nô, per poi essere replicata varie volte sempre su France 2 nel 1994, e poi nel 1995 nel contenitore Sam'di mat'  e nel 1996 all'interno di La Planète de Donkey Kong.

### Edizioni home video
Nel 1994, i diritti per la distribuzione de Le mille e una notte vennero acquisiti dalla Cinehollywood. La serie completa fu distribuita in Italia dalla Hobby & Work (sotto licenza di Cinehollywood) in 13 VHS singole, ognuna contenente un episodio, sotto il nome "Le fiabe delle mille e una notte". In questa edizione, le uscite erano numerate, ma in modo differente dalla numerazione originale della serie: ad esempio, "Abdallah di Terra e Abdallah di Mare", il primo episodio, è stato pubblicato in Italia come quinta uscita della serie. Insieme a questa serie di VHS, è stato distribuito un libro contenente degli adattamenti illustrati (con disegni inediti, a volte utilizzati anche come copertine), vari fascicoli contenenti informazioni sulle fiabe e un album di figurine basato sulla serie.
Nel 1997, la Cinehollywood, sempre con il nome "Le fiabe delle mille e una notte", iniziò a distribuire la serie in VHS. Furono pubblicate solo 2 VHS, contenenti 2 episodi ciascuna. La prima uscita, "La lampada di Aladino", oltre che contenere l'episodio che dà il titolo alla cassetta, conteneva anche "Alva e i due geni del male".
Nel 1998, Video TF1 acquisisce i diritti per la distribuzione tramite VHS della serie in Francia.
Nel 2005, con l'aiuto della DVDOC, Cinehollywood distribuì anche delle edizioni restaurate della serie, questa volta in DVD. Differentemente dalle precedenti uscite, gli episodi stavolta vennero distribuiti in 6 DVD contenenti 2 episodi ognuno (ad eccezione del primo DVD, dedicato a "Sinbad il marinaio", contenente 3 episodi).